# Haloo Helsinki!
Gli Haloo Helsinki! (abbreviato in HH!) sono un gruppo musicale rock fondato nel 2006 e proveniente da Helsinki, in Finlandia.

## Storia

### Gli esordi (2006-2012)
La band si formò ad Helsinki nell'autunno del 2006, quando i chitarristi Leo e Jere si incontrarono per formare un gruppo. Entrarono successivamente nel gruppo Elli, cantante e bassista, e Jukka, come batterista, che sostituisce un amico come batterista, assieme al nuovo manager, Peter "Petteri" Kokljuschkiniin.
L'album di debutto, Haloo Helsinki!, venne pubblicato il 13 agosto 2008 ed entrò nella classifica finlandese raggiungendo la sesta posizione e rimanendo nella classifica per sette settimane.
Gli Haloo Helsinki! presentarono nel 2009 un brano per la compilation di YleX, Kesäkumi, intitolato Mun sydän sanoo niin, e nel settembre del 2009 venne pubblicato pure il secondo album del gruppo, Enemmän kuin elää. Il disco entrò nella classifica finlandese raggiungendo la settima posizione e rimanendo nella classifica per quattro settimane.
Il terzo album, III, venne pubblicato il 2 marzo 2011. Il disco entrò nella classifica finlandese raggiungendo la ottava posizione e rimanendo nella classifica per trentasei settimane, vendendo oltre 22000 copie e diventando così disco d'oro. Dal disco venne estratto il singolo Maailman toisella puolen, che ebbe così grande successo da diventare disco di platino dato che vennero vendute oltre 12000 copie. Nello stesso anno sono stati candidati come miglior artista finlandese agli MTV Europe Music Awards 2011 ma si aggiudicò il premio Lauri Ylönen.

### Cambio di etichetta (2012-2017)
Nel 2012 la band firmò un nuovo contratto con la Ratas Music, abbandonando così la EMI Music Finland.
L'8 febbraio 2013 è stato pubblicato il quarto album della band, Maailma on tehty meitä varten, prodotto da Rauli Eskoli e da Gabi Hakanen, il quale è stato anticipato dai singoli Huuda!, pubblicato il 30 novembre 2012, e Vapaus käteen jää, pubblicato il 1º febbraio 2013, il quale divenne disco d'oro per aver venduto oltre 6000 copie. Nello stesso anno sono stati candidati come miglior artista finlandese agli MTV Europe Music Awards 2013 ma si aggiudicò il premio Isac Elliot.
Nel dicembre 2013 la band ha fondato una società per azioni chiamata Haloo Music Group Oy.
Il 14 agosto 2014 venne pubblicato il video del primo singolo, Beibi, anticipando l'uscita del quinto album di studio, Kiitos ei ole kirosana, pubblicato il 3 ottobre 2014. Assieme alla pubblicazione dell'album è uscito anche il secondo singolo dell'album, Vihaan kyllästynyt, mentre il 30 gennaio 2015 è stato pubblicato il terzo singolo dell'album, Kiitos ei ole kirosana. Nello stesso anno sono stati pubblicati i singoli Kuussa tuulee e Pulp Fiction.
Nell'ottobre 2015 la band rese pubblica la decisione di prendere un anno di pausa da concerti e spettacoli.
Il 16 e il 17 novembre 2015 si tenne un concerto del gruppo all'Hartwall Arena, che fu registrato su CD e su DVD e pubblicato il 27 novembre 2015 sotto il nome di Arena. Per lanciare il CD è stato pubblicato un singolo promozionale, Seitsemän miljardii.

### Hulluuden Highway,TEXASe pausa (2017-2018)
Il 2 dicembre 2016 esce il singolo Rakas, che anticipa, assieme al secondo singolo, Hulluuden Highway, pubblicato il 27 gennaio 2017, l'uscita del sesto album di studio, Hulluuden Highway, avvenuta il 10 marzo 2017. Il terzo singolo estratto dall'album, Oh No Let's Go, è stato pubblicato il 13 giugno 2017. Il 15 settembre dello stesso anno viene pubblicato Tuntematon, colonna sonora del film Tuntematon sotilas, e a dicembre Joulun kanssas jaa, un singolo natalizio in cui compare Cantores Minores, il coro di voci bianche della cattedrale di Helsinki. Il 4 febbraio 2018, in occasione degli Emma gaala, pubblicano il brano Texas, che prevede la collaborazione del duo rap finlandese JVG, anticipando così l'uscita dell'EP omonimo, avvenuta il 17 maggio 2018.
A giugno la band decide di prendersi una pausa di oltre due anni, per ritornare nel 2021 con un nuovo album. Nel frattempo, Elli, ad ottobre, annuncia di intraprendere una carriera solista sotto lo pseudonimo di Ellips. Il primo singolo, Maailma on rikki, verrà pubblicato il 18 gennaio 2019 mentre il suo primo album è previsto per la primavera del 2019 per poi iniziare un tour.

## Membri
- Elisa Tiilikainen[17] (Elli Haloo) - voce, basso
- Jere Marttila - chitarra, cori
- Leo Hakanen - chitarra, cori
- Jukka Soldan - batteria

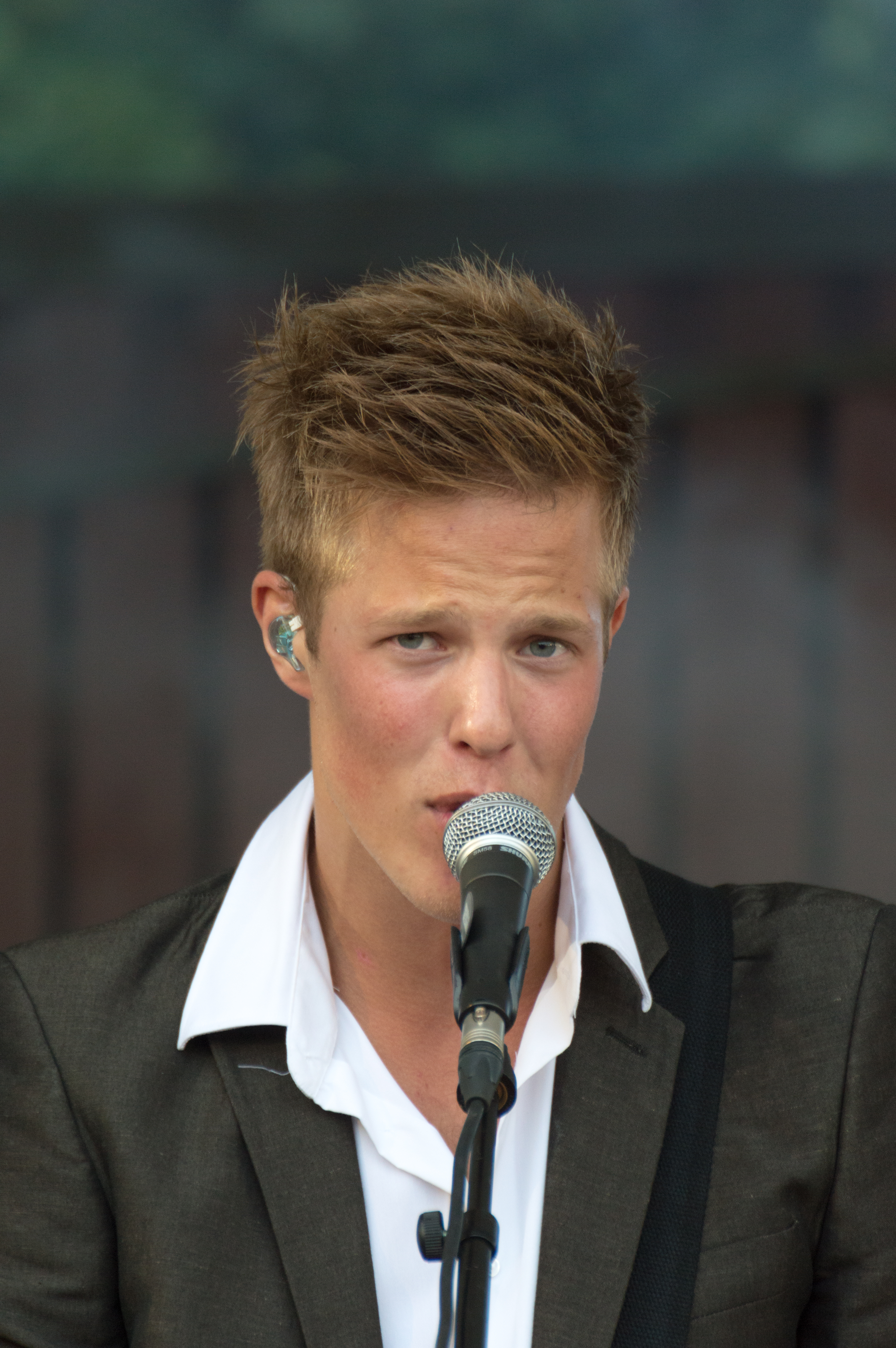
Jere Marttila
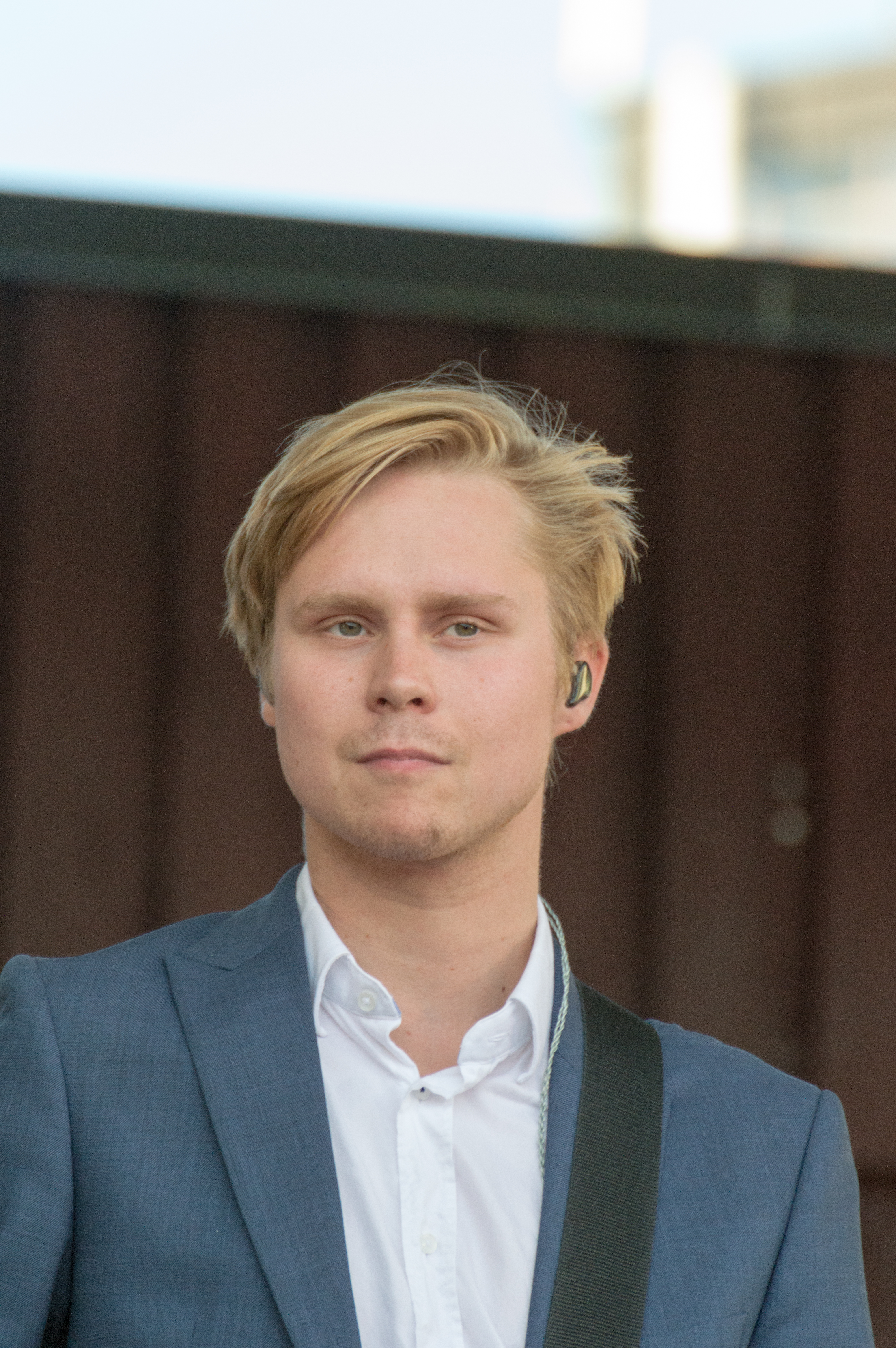
Leo Hakanen
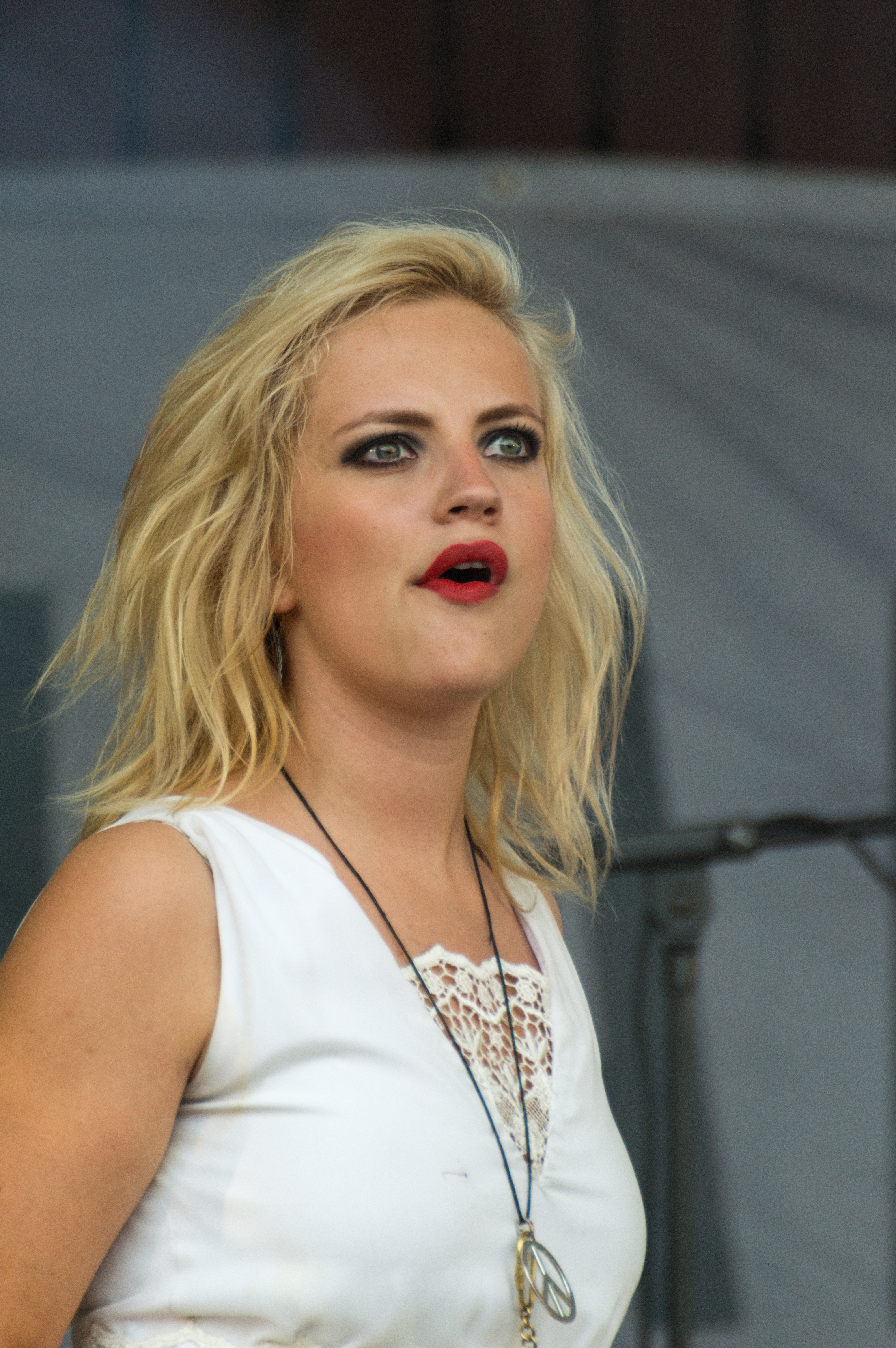
Elisa Tiilikainen
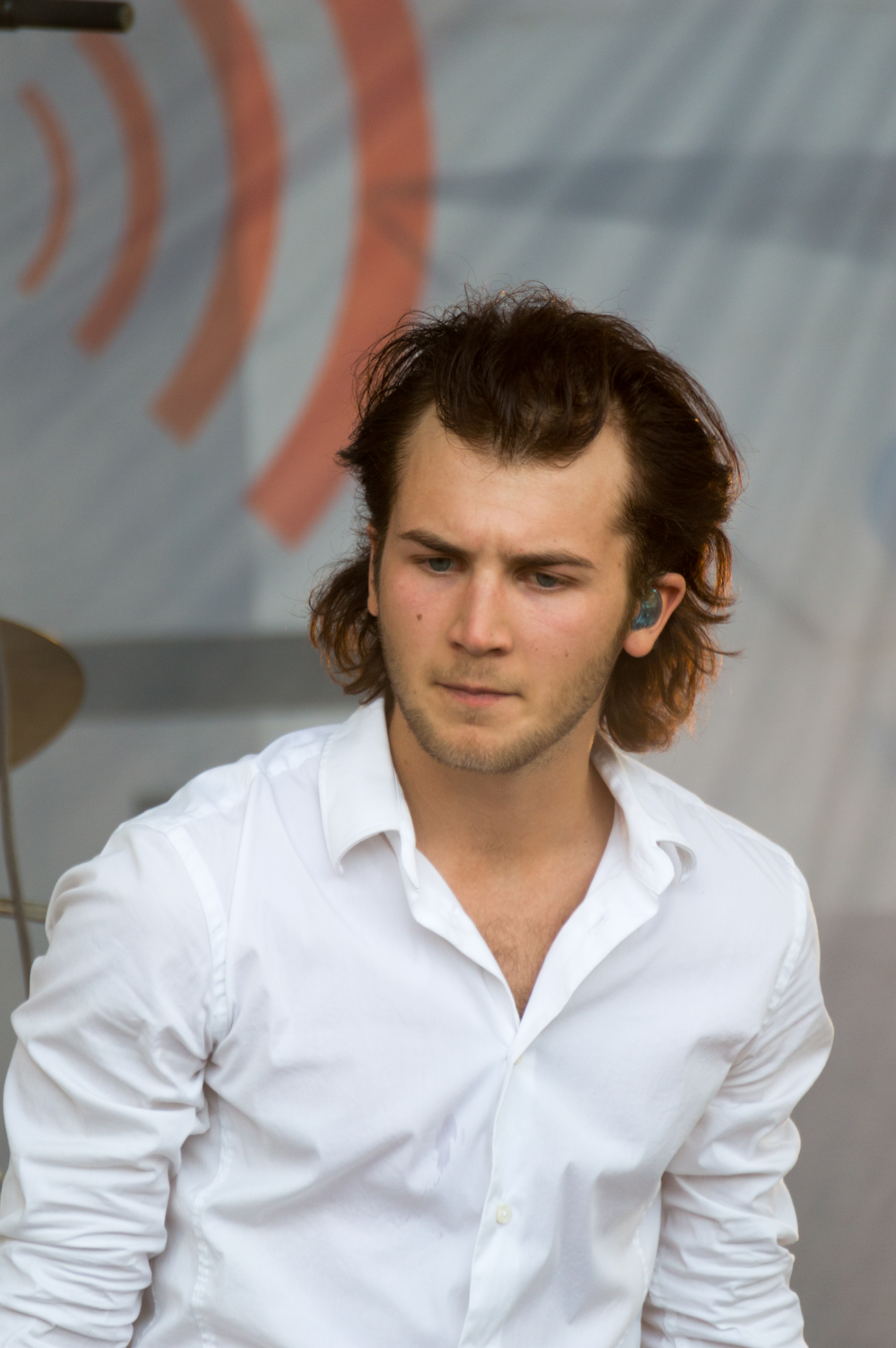
Jukka Soldan

## Discografia
- 2008 - Haloo Helsinki!
- 2009 - Enemmän kuin elää
- 2011 - III
- 2013 - Maailma on tehty meitä varten
- 2014 - Kiitos ei ole kirosana
- 2017 - Hulluuden Highway
- 2021 - Älä pelkää elämää

## Premi e riconoscimenti
| Anno | Cerimonia               | Categoria                                                                           | Nomination                    | Risultato       |
| ---- | ----------------------- | ----------------------------------------------------------------------------------- | ----------------------------- | --------------- |
| 2011 | Emma gaala              | Gruppo dell'anno (Vuoden yhtye)                                                     | Haloo Helsinki!               | Candidato/a     |
| 2011 | Emma gaala              | Album pop dell'anno (Vuoden popalbumi)                                              | III                           | Candidato/a     |
| 2011 | Emma gaala              | Innovatore dell'anno (Vuoden innovaattori)                                          | Haloo Helsinki!               | Candidato/a     |
| 2011 | MTV Europe Music Awards | Miglior artista finlandese (Best Finnish Act)                                       | Haloo Helsinki!               | Candidato/a     |
| 2013 | Emma gaala              | Brano dell'anno (Vuoden kappale)                                                    | Vapaus käteen jää             | Candidato/a     |
| 2013 | Emma gaala              | Album dell'anno (Vuoden albumi)                                                     | Maailma on tehty meitä varten | Candidato/a     |
| 2013 | Emma gaala              | Video musicale dell'anno (Vuoden musiikkivideo)                                     | Huuda!                        | Candidato/a     |
| 2013 | Iskelmä Gaala           | Gruppo dell'anno (Vuoden yhtye)                                                     | Haloo Helsinki!               | Vincitore/trice |
| 2013 | Radio Gaala             | Brano trasmesso in radio dell'anno (Vuoden radiokappale)                            | Vapaus käteen jää             | Vincitore/trice |
| 2013 | Radio Gaala             | Artista/gruppo dell'anno (Vuoden artisti/yhtye)                                     | Haloo Helsinki!               | Vincitore/trice |
| 2013 | Emma gaala              | Album pop dell'anno (Vuoden popalbumi)                                              | Maailma on tehty meitä varten | Vincitore/trice |
| 2013 | Emma gaala              | Gruppo dell'anno (Vuoden yhtye)                                                     | Haloo Helsinki!               | Vincitore/trice |
| 2013 | Emma gaala              | Performer live dell'anno (Vuoden live-esiintyjä)                                    | Haloo Helsinki!               | Vincitore/trice |
| 2013 | Teosto                  | Premio Teosto per l'album (Teosto-palkinto albumista)                               | Maailma on tehty meitä varten | Vincitore/trice |
| 2013 | MTV Europe Music Awards | Miglior artista finlandese (Best Finnish Act)                                       | Haloo Helsinki!               | Candidato/a     |
| 2014 | Emma gaala              | Brano dell'anno (Vuoden kappale)                                                    | Beibi                         | Candidato/a     |
| 2014 | Emma gaala              | Video musicale dell'anno (Vuoden musiikkivideo)                                     | Beibi                         | Candidato/a     |
| 2014 | Emma gaala              | Votazione pubblica: artista/gruppo dell'anno (Yleisöäänestys: Vuoden artisti/yhtye) | Haloo Helsinki!               | Candidato/a     |
| 2014 | Emma gaala              | Album dell'anno (Vuoden albumi)                                                     | Kiitos ei ole kirosana        | Vincitore/trice |
| 2014 | Emma gaala              | Album pop dell'anno (Vuoden popalbumi)                                              | Kiitos ei ole kirosana        | Vincitore/trice |
| 2014 | Emma gaala              | Gruppo dell'anno (Vuoden yhtye)                                                     | Haloo Helsinki!               | Vincitore/trice |
| 2017 | MTV Europe Music Awards | Miglior artista finlandese (Best Finnish Act)                                       | Haloo Helsinki!               | Candidato/a     |
| 2018 | Emma gaala              | Album dell'anno (Vuoden albumi)                                                     | Hulluuden Highway             | Vincitore/trice |
| 2018 | Emma gaala              | Album rock dell'anno (Vuoden rock-albumi)                                           | Hulluuden Highway             | Vincitore/trice |
| 2018 | Emma gaala              | Gruppo dell'anno (Vuoden yhtye)                                                     | Haloo Helsinki!               | Vincitore/trice |
| 2018 | Emma gaala              | Album più venduto dell'anno (Vuoden myydyin albumi)                                 | Hulluuden Highway             | Vincitore/trice |